# Tithoréa
Tithoréa (Tithorea) är en ort i Grekland.   Den ligger i prefekturen Fthiotis och regionen Grekiska fastlandet, i den centrala delen av landet, 110 km nordväst om huvudstaden Aten. Tithoréa ligger 358 meter över havet och antalet invånare är 630.
Terrängen runt Tithoréa är kuperad åt nordost, men åt sydväst är den bergig. Runt Tithoréa är det ganska glesbefolkat, med 22 invånare per kvadratkilometer. Närmaste större samhälle är Káto Tithoréa, 4,7 km nordost om Tithoréa. 